# Coronis (mythologie)

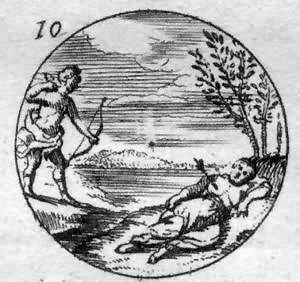
Apollo schiet Coronis dood

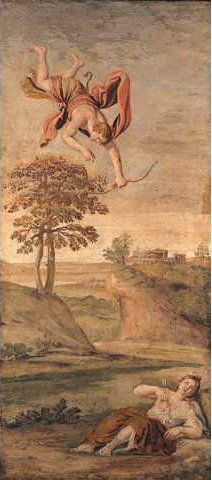
Apollo schiet Coronis dood

Coronis (Grieks Κορωνίς / Koronis), een figuur uit de Griekse mythologie, staat bekend als de moeder van de genezende god Asclepius.
Zij was een dochter van de Lapithenkoning Phlegyas, en woonde aan de oevers van het Thessalische Boibeismeer, waar zij volgens Strabo regelmatig kwam baden. Op die manier werd zij ontdekt door de god Apollo, die onmiddellijk smoorverliefd werd op haar en met haar sliep. Maar toen hij weer moest vertrekken naar Delphi, gaf hij een kraai (Grieks koroné) met sneeuwwitte veren de opdracht het meisje in het oog te houden en over haar te waken.
Nu was Coronis zelf al geruime tijd verliefd op Ischys, zoon van Elatus, en liet hem toe met haar het bed te delen, ook al was zij reeds zwanger van Apollo. Toen de kraai merkte wat er gebeurd was, vloog zij onmiddellijk naar Delphi om Apollo in te lichten over de ontrouw van Coronis. De god werd razend, en hij vervloekte de kraai omdat zij niets had ondernomen om Ischys tegen te houden. De kraai werd onmiddellijk zwart, en deze vervloeking is overgegaan op al haar nakomelingen. Daarom zijn alle kraaien sindsdien zwart.

 Nadien ging Apollo uithuilen bij zijn zuster Artemis, die onmiddellijk haar dodelijke pijlen richtte op het meisje dat haar broer ongelukkig had gemaakt. Toen Apollo daarna naar het dode lichaam staarde, kreeg hij spijt, maar daarvoor was het nu eenmaal te laat. Toch zou hij zijn ongeboren zoon redden, en terwijl het vuur van de brandstapel al rookte, verwijderde hij het nog levende kind uit de schoot van Coronis. Hij gaf de jongen de naam Asclepius en liet hem opvoeden door de Centaur Chiron, die hem inwijdde in de kunst van het genezen.
Uit woede om de dood van zijn dochter stak Phlegyas eigenhandig de tempel van Apollo in Delphi in brand. Wat het lot van Ischys betreft lopen de bronnen uiteen. Sommigen beweren dat hij werd gedood door de bliksem van Zeus, terwijl anderen zeggen dat Apollo zelf hem neerschoot.